# Gelagna
Gelagna là một chi ốc biển săn mồi, là động vật thân mềm chân bụng sống ở biển trong họ Ranellidae, họ ốc tù và.

## Các loài
Các loài thuộc chi Gelagna bao gồm:
- Gelagna pallida (Parth, 1996)[3]
- Gelagna succincta (Linnaeus, 1771)[4]